# جيمس دورانت
جيمس دورانت (بالإنجليزية: James Durrant)‏ هو عسكري أسترالي، ولد في 17 مارس 1885 في Glenelg, South Australia ‏ في أستراليا، وتوفي في 17 سبتمبر 1963.